# Kurt Oleska
Kurt Oleska, né le 21 juin 1914, à Eisfeld, en duché de Saxe-Meiningen et mort le 9 janvier 1945, en Russie, est un ancien joueur allemand de basket-ball.